# 16 października
16 października jest 289. (w latach przestępnych 290.) dniem w kalendarzu gregoriańskim. Do końca roku pozostaje 76 dni.

## Święta
- Imieniny obchodzą: Ambroży, Aurelian, Dionizy, Elifia, Elifiusz, Emil, Florentyn, Gaweł, Gerard, Gerarda, Grzegorz, Iga, Jadwiga, Lubgost, Maksyma, Małgorzata, Martynian, Nereusz, Walenty i Walentyn.
- Międzynarodowe – Światowy Dzień Żywności (ustanowiony przez Zgromadzenie Ogólne ONZ w rocznicę utworzenia Organizacji Narodów Zjednoczonych do spraw Wyżywienia i Rolnictwa)
- Niue – Święto Konstytucji
- Polska – Dzień Papieża Jana Pawła II
- Stany Zjednoczone – Dzień Szefów (ang. Boss’s Day)[1]
- Wspomnienia i święta w Kościele katolickim[2][3] obchodzą:
  - Bł. Augustyn Thevarparampil (indyjski ksiądz)
  - Św. Bertrand († 1123, biskup diecezji Comminges)
  - św. Gaweł (mnich)
  - św. Gerard Majella
  - św. Jadwiga Śląska (Jadwiga z Andechs-Meran)
  - św. Lul (biskup Moguncji)
  - św. Małgorzata Maria Alacoque

## Wydarzenia w Polsce
- 1325 – Przyszły król Polski Kazimierz poślubił księżniczkę litewską Aldonę Annę Giedyminównę.
- 1384 – Jadwiga Andegaweńska została koronowana w katedrze wawelskiej na króla Polski.
- 1461 – Wojna trzynastoletnia: wojska polskie odbiły z rąk krzyżackich zamek w Świeciu nad Wisłą.
- 1599 – W katedrze wawelskiej odbył się pogrzeb Anny Habsburżanki, pierwszej żony króla Zygmunta III Wazy i matki Władysława IV Wazy.
- 1667 – Ugoda z Tatarami zakończyła walki pod Podhajcami.
- 1672 – (lub 18 października) IV wojna polsko-turecka: podpisano nieratyfikowany przez polski Sejm traktat pokojowy w Buczaczu, który zakładał oddanie we władanie Imperium Osmańskiego wschodnich ziem Polski.
- 1706 – Oddano do użytku ratusz miejski w Żywcu.
- 1794 – Gen. Tomasz Wawrzecki przybył do Warszawy i został zaprzysiężony na najwyższego naczelnika insurekcji kościuszkowskiej w miejsce wziętego do rosyjskiej niewoli Tadeusza Kościuszki.
- 1820 – W Krakowie rozpoczęto usypywanie Kopca Kościuszki.
- 1889 – Fotograf i wynalazca Konrad Brandel uzyskał patent na ręczny aparat do zdjęć migawkowych zwany fotorewolwerem.
- 1898 – Poświęcono cerkiew św. Olgi w Łodzi.
- 1917 – Rozpoczęto wydobycie w KWK „Sośnica”.
- 1929 – Franciszek Żwirko i Antoni Kocjan ustanowili na samolocie RWD-2 międzynarodowy rekord wysokości lotu (4004 m).
- 1930 – Działacz PPS Jan Kostrzewski zastrzelił w lokalu Kasy Chorych w Częstochowie jej komisarza oraz dwóch innych pracowników, a następnie popełnił samobójstwo.
- 1934 – Powołano Radę Niemców w Polsce.
- 1939 – W Lesie Szpęgawskim pod Starogardem Gdańskim Niemcy rozstrzelali 47 polskich księży.
- 1940 – Oficjalnie utworzono warszawskie getto.
- 1942 – W pierwszych pięciu publicznych egzekucjach w okupowanej Warszawie powieszono 50 więźniów Pawiaka.
- 1945 – Minister spraw zagranicznych Wincenty Rzymowski podpisał w imieniu Polski Kartę Narodów Zjednoczonych.
- 1957 – Zwodowano trałowiec bazowy ORP „Dzik”.
- 1958 – Telewizja Polska wyemitowała premierowy program Kabaretu Starszych Panów.
- 1976 – Odsłonięto replikę zniszczonego w czasie II wojny światowej Pomnika Grunwaldzkiego w Krakowie.
- 1977 – Telewizja Polska rozpoczęła emisję serialu Polskie drogi w reżyserii Janusza Morgensterna.
- 1978 – Premiera filmowej komedii muzycznej Hallo Szpicbródka, czyli ostatni występ króla kasiarzy  w reżyserii Janusza Rzeszewskiego i Mieczysława Jahody.
- 1991:
  - Sejm RP przyjął ustawę o ochronie przyrody.
  - Zgodnie z umową międzyrządową powstała Fundacja „Polsko-Niemieckie Pojednanie”.
- 1992 – W Tarnobrzegu rozpoczęło nadawanie Radio Leliwa.
- 2003 – Tablice zawierające 21 postulatów Międzyzakładowego Komitetu Strajkowego z sierpnia 1980 zostały umieszczone na Światowej Liście Dziedzictwa Kulturowego UNESCO.
- 2004:
  - Ks. prałat płk Tadeusz Płoski został mianowany przez papieża Jana Pawła II biskupem polowym Wojska Polskiego.
  - Wystartował dziecięcy kanał telewizyjny ZigZap.
- 2006:
  - Andrzej Lepper został ponownie mianowany wicepremierem oraz ministrem rolnictwa i rozwoju wsi.
  - Otwarto nowo wybudowany peron na stacji kolejowej Włoszczowa Północ.
- 2016 – Zakończył się synod Kościoła Ewangelicko-Augsburskiego w RP w Cieszynie, podczas którego przyjęto między innymi zmiany w przepisach kościelnych, umożliwiające diakonom przewodniczenie nabożeństwom z Sakramentem Wieczerzy Pańskiej (przepisy weszły w życie z dniem 1 stycznia 2017 roku).
- 2021 – Synod Kościoła Ewangelicko-Augsburskiego w RP, w tajnym głosowaniu opowiedział się za wprowadzeniem ordynacji kobiet na księży. Za wnioskiem Synodalnej Komisji Kobiet głosowało 45 synodałów, 13 było przeciw, zaś 1 głos był wstrzymujący[4].
- 2024 – Prezydent Andrzej Duda wygłosił orędzie na 20. posiedzeniu Sejmu z okazji rocznicy wyborów parlamentarnych.

## Wydarzenia na świecie
- 955 – W bitwie nad rzeką Reknicą wojska Ottona I Wielkiego, dzięki zdradzie Ranów, pokonały połączone siły Obodrzyców i stłumiły powstanie Słowian połabskich.
- 1306 – Książę Austrii i król Czech Rudolf III Habsburg poślubił swą drugą żonę Ryksę Elżbietę, wdowę po Wacławie II, królu Czech i Polski.
- 1341 – Wojna o sukcesję w Bretanii: zwycięstwo rodu Blois nad rodem Montfort w bitwie pod Champtoceaux.
- 1510 – Mingyinyo został królem Taungngu.
- 1555 – Anglikańscy biskupi, Hugh Latimer i Nicholas Ridley, zostali spaleni na stosie za głoszenie herezji.
- 1590 – Książę Venosy, kompozytor i lutnik Carlo Gesualdo zamordował w swym pałacu w Neapolu przyłapanych in flagranti żonę z kochankiem.
- 1690 – Papież Aleksander VIII kanonizował Paschalisa Baylóna i Jana Bożego.
- 1705 – Wojna o sukcesję hiszpańską: wojska angielsko-portugalskie zdobyły po silnym ostrzale artyleryjskim hiszpańskie Badajoz.
- 1737 – Kamczatkę nawiedziło trzęsienie ziemi o sile 9,3 stopnia w skali Richtera, które wywołało falę tsunami.
- 1749 – W Kadyksie oddano do użytku Szpital Matki Bożej z Góry Karmel, obecnie siedziba diecezji Kadyksu i Ceuty.
- 1772 – Timur Szah Durrani został szachem Afganistanu.
- 1775 – Wojna o niepodległość Stanów Zjednoczonych: wojska brytyjskie spaliły Portland w stanie Maine.
- 1780 – Około 27,5 tys. osób zginęło wskutek trwającego od 9 października cyklonu tropikalnego nad Karaibami.
- 1791 – W Pradze odbyła się premiera koncertu klarnetowego A-dur Wolfganga Amadeusa Mozarta.
- 1793 – Rewolucja francuska:
  - Francuska armia rewolucyjna pokonała Austriaków w bitwie pod Wattignies.
  - W Paryżu ścięto na gilotynie królową Marię Antoninę.
- 1796:
  - Karol Emanuel IV został królem Sardynii.
  - Napoleon Bonaparte utworzył Republikę Cispadańską w północnych Włoszech.
- 1813 – VI koalicja antyfrancuska: rozpoczęła się bitwa pod Lipskiem (tzw. Bitwa Narodów).
- 1817 – Włoski archeolog Giovanni Battista Belzoni odkrył w Dolinie Królów grobowiec faraona Setiego I.
- 1830 – Ukazało się pierwsze wydanie pierwszego francuskiego dziennika katolickiego „L’Avenir”.
- 1834 – Spłonął Pałac Westminsterski w Londynie, siedziba obu izb brytyjskiego parlamentu.
- 1836 – Burowie założyli Winburg, pierwsze miasto na terenie późniejszego Wolnego Państwa Orania w południowej Afryce.
- 1841 – W Kingston w kanadyjskiej prowincji Ontario założono Queen’s University.
- 1846 – William Morton przeprowadził w Massachusetts General Hospital w Bostonie pierwszą udaną operację pod narkozą.
- 1853 – Imperium Osmańskie wypowiedziało wojnę Rosji – początek wojny krymskiej.
- 1856 – Francisco Robles został prezydentem Ekwadoru.
- 1859 – Abolicjonista John Brown usiłował na czele uzbrojonego oddziału wywołać powstanie niewolników na Południu USA, atakując arsenał w Harpers Ferry (Wirginia Zachodnia). Został schwytany i skazany na karę śmierci.
- 1860 – Amerykanin Tyler Henry opatentował karabin powtarzalny Henry.
- 1869 – W stanie Nowy Jork doszło do mistyfikacji archeologicznej – „odkrycia” tzw. Giganta z Cardiff.
- 1872 – Cesarz Chin Tongzhi ożenił się z Alute.
- 1888 – François Denys Légitime został prezydentem Haiti.
- 1903 – Założono chilijski klub piłkarski Santiago Morning.
- 1906 – Oszust Wilhelm Voigt podszył się pod pruskiego oficera i podporządkował sobie miasto Köpenick (dzisiejsza dzielnica Berlina), czym rozbawił opinię publiczną i cesarza Wilhelma II Hohenzollerna.
- 1909 – Amerykański astronom Joel Hastings Metcalf odkrył planetoidę (690) Wratislavia.
- 1913:
  - W Hofburgtheater w Wiedniu odbyła się światowa premiera dramatu Pigmalion George’a Bernarda Shawa w tłumaczeniu Siegfrieda Trebitscha.
  - Zwodowano brytyjski pancernik HMS „Queen Elizabeth”.
- 1917 – I wojna światowa: w ramach operacji „Albion” Niemcy przejęli całkowitą kontrolę nad Saremą, największą wyspą w Archipelagu Zachodnioestońskim.
- 1918 – Cesarz Karol I Habsburg wydał edykt o utworzeniu luźnej federacji poszczególnych części składowych Austro-Węgier.
- 1919:
  - Na australijskiej Wyspie Kangura założono Park Narodowy Flinders Chase.
  - Założono Żytomierski Uniwersytet Państwowy im. Iwana Franki (jako Żytomierski Państwowy Instytut Pedagogiczny).
- 1921 – Pandeli Evangjeli został premierem Albanii.
- 1923:
  - Brytyjski zegarmistrz John Harwood opatentował w Szwajcarii zegarek automatyczny.
  - Późniejszy hiszpański dyktator Francisco Franco poślubił Carmen Polo.
  - Założono The Walt Disney Company.
- 1925 – Zakończyła się konferencja w Locarno.
- 1934 – Chińska Robotniczo-Chłopska Armia Czerwona rozpoczęła tzw. Długi Marsz z prowincji Jiangxi na południowym wschodzie na północny wschód kraju.
- 1937 – Dokonano oblotu holenderskiego bombowca Fokker T.V.
- 1941 – Front wschodni: wojska rumuńskie i niemieckie po 73 dniach oblężenia zdobyły Odessę.
- 1942 – Około 40 tysięcy osób zginęło w wyniku uderzenia cyklonu na tereny leżące nad Zatoką Bengalską.
- 1943:
  - Niemcy stracili okręty podwodne U-470, U-533, U-844 i U-964.
  - Po kapitulacji Włoch albańskie Zgromadzenie Narodowe przywróciło konstytucję z 1928 roku. Wiktor Emanuel III został zdetronizowany, a funkcję monarchy na czas wojny przejęła Rada Regencyjna.
  - W getcie żydowskim w Rzymie Niemcy aresztowali 1259 osób, spośród których 1023 wywieziono do obozu Auschwitz-Birkenau.
- 1944 – Na Węgrzech, po odsunięciu od władzy regenta Miklósa Horthyego, nominalną głową państwa został Ferenc Szálasi, przywódca faszystowskiego ugrupowania strzałokrzyżowców.
- 1945 – W mieście Quebec w Kanadzie powołano Organizację Narodów Zjednoczonych do spraw Wyżywienia i Rolnictwa (FAO).
- 1946 – Na podstawie wyroków zapadłych w procesach norymberskich dokonano egzekucji dziesięciu hitlerowskich zbrodniarzy wojennych.
- 1949 – Klęską komunistycznych partyzantów zakończyła się wojna domowa w Grecji.
- 1951:
  - W Rawalpindi zginął w zamachu pierwszy premier Pakistanu Liaquat Ali Khan.
  - Założono Wschodniochiński Uniwersytet Pedagogiczny w Szanghaju.
- 1952 – Dokonano oblotu francuskiego samolotu myśliwsko-bombowego Sud Aviation Vautour II.
- 1955 – Szwedzi opowiedzieli się w referendum przeciwko wprowadzeniu ruchu prawostronnego.
- 1956 – Założono chilijski klub piłkarski Unión San Felipe.
- 1961 – Rozpoczął działalność Port lotniczy Cork w Irlandii.
- 1962 – Rozpoczął się kryzys kubański.
- 1963 – Ludwig Erhard został kanclerzem RFN.
- 1964:
  - Chiny przeprowadziły swój pierwszy próbny wybuch bomby atomowej.
  - Harold Wilson został premierem Wielkiej Brytanii.
- 1967 – W związku z wystąpieniem Francji ze struktur wojskowych NATO, kwatera główna paktu została przeniesiona z Paryża do Brukseli.
- 1968:
  - Podczas XIX Letnich Igrzysk Olimpijskich w mieście Meksyk, w trakcie dekoracji medalistów i odgrywania amerykańskiego hymnu po biegu na 200 metrów, czarnoskórzy sprinterzy amerykańscy Tommie Smith i John Carlos wykonali Gest Czarnej Siły, będący m.in. wyrazem poparcia dla organizacji Czarne Pantery, za co zostali natychmiast usunięci z wioski olimpijskiej.
  - Podpisano porozumienie o utworzeniu na terytorium Czechosłowacji radzieckiej Centralnej Grupy Wojsk.
- 1969 – W Hiszpanii utworzono Park Narodowy Doñana.
- 1972:
  - W Japonii utworzono Park Narodowy Ogasawara.
  - Zlikwidowano komunikację trolejbusową w Pradze.
- 1976 – Zakończyła się przed czasem z powodu problemów z dokonaniem załogowa misja kosmiczna Sojuz 23 na stację kosmiczną Salut 5. Kapsuła z dwoma kosmonautami wylądowała w czasie burzy śnieżnej na zamarzniętej powierzchni jeziora Tengyz w Kazachstanie i omal nie zatonęła.

- 1978:

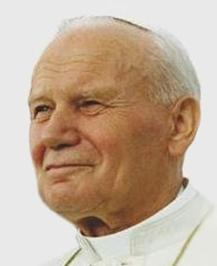
Jan Paweł II

  - Arcybiskup metropolita krakowski kardynał Karol Wojtyła został wybrany na papieża jako pierwsza osoba spoza Włoch od 456 lat, przyjmując imię Jan Paweł II.
  - Wanda Rutkiewicz jako trzecia kobieta, pierwsza Europejka i pierwszy obywatel Polski weszła na szczyt Mount Everestu (8848 m n.p.m.).
  - W Paryżu agenci jugosłowiańskiej tajnej policji politycznej zamordowali chorwackiego pisarza i dziennikarza Bruno Bušicia.
- 1979 – Jan Paweł II opublikował adhortację posynodalną Catechesi tradendae.
- 1986 – Tyrolczyk Reinhold Messner po wejściu na szczyt Lhotse został pierwszym himalaistą, który zdobył wszystkie ośmiotysięczniki.
- 1988 – San Marino zostało członkiem Rady Europy.
- 1991:
  - Lewon Ter-Petrosjan został pierwszym prezydentem Armenii.
  - Theodor Stolojan został premierem Rumunii.
  - W barze „Luby’s” w Killeen w Teksasie szaleniec zastrzelił 23 osoby, ranił 20, a następnie popełnił samobójstwo.
- 1994:
  - Finowie opowiedzieli się w referendum za przystąpieniem kraju do Unii Europejskiej.
  - Rządząca koalicja CDU/CSU kanclerza Helmuta Kohla wygrała wybory do niemieckiego Bundestagu.
  - Urzędujący prezydent Macedonii Kiro Gligorow został wybrany na drugą kadencję.
- 1995 – Otwarto Skye Bridge łączący wybrzeże Szkocji z wyspą Skye.
- 1996 – 84 osoby zostały zadeptane, a 180 rannych na stadionie w mieście Gwatemala przed meczem eliminacyjnym do piłkarskich Mistrzostw Świata Gwatemala-Kostaryka.
- 1998 – Na żądanie Hiszpanii nałożono areszt na hospitalizowanego w Londynie byłego dyktatora Chile gen. Augusto Pinocheta.
- 1999:
  - Premiera czesko-słowacko-polsko-francuskiego dramatu wojennego Zabić Sekala w reżyserii Vladimíra Michálka.
  - Rozpoczęto seryjną produkcję samochodu osobowego Škoda Fabia.
- 2001 – Amerykanin Tony Benshoof ustanowił na torze w Park City w stanie Utah rekord prędkości na sankach (139,4 km/h).
- 2002:
  - W egipskiej Aleksandrii została otwarta Bibliotheca Alexandrina.
  - W Rosji zakończył się tygodniowy spis powszechny.
- 2006:
  - Co najmniej 103 osoby zginęły, a ponad 150 zostało rannych w największym w historii Sri Lanki samobójczym zamachu bombowym, przeprowadzonym przez Tamilskich Tygrysów na konwój marynarki wojennej koło miasta Habarana.
  - Elżbieta II przybyła do Wilna rozpoczynając pierwszą w historii wizytę brytyjskiego monarchy w krajach bałtyckich.
  - Otwarto najdłuższy na świecie podmorski gazociąg służący do przesyłu gazu ziemnego z Norwegii do Wielkiej Brytanii.
- 2009 – Ali Bongo Ondimba został prezydentem Gabonu.
- 2011 – Wojna domowa w Somalii: rozpoczęła się interwencja wojsk kenijskich na południu kraju.
- 2013:
  - 49 osób zginęło w katastrofie samolotu ATR 72 należącego do Lao Airlines w pobliżu miasta Pakxé w Laosie.
  - Erna Solberg objęła urząd premiera Norwegii.
- 2016:
  - Danny Faure został prezydentem Seszeli.
  - Ofensywa Państwa Islamskiego w Iraku: rozpoczęła się bitwa o Mosul.
  - Salomon Leclerc, Józef Sánchez del Río, Emanuel González García, Ludwik Pavoni, Alfons Maria Fusco, Elżbieta od Trójcy Przenajświętszej i Józef Gabriel Brochero zostali kanonizowani przez papieża Franciszka.
  - W zamachu w Doniecku zginął Arsen Pawłow ps. „Motorola”, dowódca wojskowy związany z Doniecką Republiką Ludową (DRL).
- 2021 – NASA wystrzeliła sondę kosmiczną Lucy, która ma wykonać przeloty w pobliżu 8 planetoid, w tym 7 trojańczyków Jowisza.
- 2023 – Robert Beugré Mambé został premierem Wybrzeża Kości Słoniowej.

## Urodzili się
- 1351 – Gian Galeazzo Visconti, książę Mediolanu (zm. 1402)
- 1430 – Jakub II Stuart, król Szkocji (zm. 1460)
- 1456 – Ludmiła Podiebrad, księżniczka czeska, księżna legnicka (zm. 1503)
- 1483 – Gasparo Contarini, włoski kardynał, dyplomata (zm. 1542)
- 1588 – Luke Wadding, irlandzki franciszkanin, historyk, teolog (zm. 1657)
- 1605 – Cesare Fracanzano, włoski malarz (zm. 1651)
- 1620 – Pierre Puget, francuski snycerz, rzeźbiarz, malarz (zm. 1694)
- 1652 – Karol Wilhelm, książę Anhalt-Zerbst (zm. 1718)
- 1670 – Luka Mislej, słoweński rzeźbiarz, malarz (zm. 1727)
- 1679 – Jan Dismas Zelenka, czeski kompozytor (zm. 1745)
- 1708 – Albrecht von Haller, szwajcarski anatom, lekarz, fizjolog, botanik, poeta (zm. 1777)
- 1710 – Andreas Hadik von Futak, austriacki hrabia, dowódca wojskowy, polityk (zm. 1790)
- 1714 – Giovanni Arduino, włoski geolog (zm. 1790)
- 1726 – Daniel Chodowiecki, polsko-niemiecki grafik, malarz (zm. 1801)
- 1729 – Pierre van Maldere, flamandzki kompozytor, skrzypek (zm. 1768)
- 1742 – Gabriel Zerdahelyi, węgierski duchowny katolicki, biskup pomocniczy Vác, biskup bańskobystrzycki (zm. 1813)
- 1744 – Henry Somerset, angielski arystokrata, polityk (zm. 1803)
- 1751 – Fryderyka Luiza Hessen-Darmstadt, królowa Prus (zm. 1805)
- 1752:
  - Johann Gottfried Eichhorn, niemiecki teolog protestancki, orientalista (zm. 1827)
  - Adolph Franz Friedrich Ludwig Knigge, niemiecki pisarz (zm. 1796)
- 1758:
  - Johann Heinrich Dannecker, niemiecki rzeźbiarz (zm. 1841)
  - Noah Webster, amerykański językoznawca, leksykograf, autor podręczników, reformator ortografii (zm. 1843)
- 1760 – Jonathan Dayton, amerykański polityk, senator (zm. 1824)
- 1761 – Anastazy (Bratanowski-Romanenko), rosyjski biskup prawosławny pochodzenia ukraińskiego (zm. 1806)
- 1786 – Wincenty Reklewski, polski poeta, żołnierz (zm. 1812)
- 1789 – Leon Dembowski, polski polityk (zm. 1878)
- 1790 – Szymon Konopacki, polski poeta, pamiętnikarz (zm. 1884)
- 1793 – Hippolyte Passy, francuski ekonomista, polityk (zm. 1880)
- 1797 – Józef Łubieński, polski hrabia, polityk, działacz gospodarczy, pisarz ekonomiczny i religijny (zm. 1885)
- 1801 – Josip Jelačić, chorwacki hrabia, ban Chorwacji (zm. 1859)
- 1803 – Robert Stephenson, brytyjski inżynier budownictwa (zm. 1859)
- 1805:
  - Lodovico Maria Besi, włoski duchowny katolicki, biskup, misjonarz, wikariusz apostolski Szantungu, delegat apostolski w Argentynie (zm. 1871)
  - Jean Laborde, francuski podróżnik, pionier rozwoju przemysłu Madagaskaru (zm. 1878)
- 1810 – Carl Wahlbom, szwedzki malarz (zm. 1858)
- 1811 – Joan Font i Vidal, hiszpański malarz (zm. 1885)
- 1813 – Johannes Ronge, niemiecki ekskomunikowany duchowny katolicki, założyciel Kościoła niemieckokatolickiego (zm. 1887)
- 1816:
  - Antoine Béchamp, francuski biolog, chemik (zm. 1908)
  - Iwan Saturnin Stupnicki, ukraiński duchowny greckokatolicki, biskup przemyski, polityk, numizmatyk (zm. 1890)
- 1820 – Fryderyk Albert, włoski duchowny katolicki, błogosławiony (zm. 1876)
- 1827 – Arnold Böcklin, szwajcarski malarz (zm. 1901)
- 1829 – Honorat Koźmiński, polski kapucyn, teolog, prezbiter, założyciel wielu zgromadzeń zakonnych, błogosławiony (zm. 1916)
- 1830 – Otto Lesser, niemiecki astronom (zm. 1887)
- 1831 – Jan Ulryk von Schaffgotsch, niemiecki arystokrata (zm. 1915)
- 1832 – Gideon Curtis Moody, amerykański prawnik, polityk, senator (zm. 1904)
- 1833:
  - Jan Kowalczyk, polski astronom, twórca własnego katalogu gwiazd (zm. 1911)
  - Walter Clopton Wingfield, brytyjski wojskowy, współtwórca współczesnego tenisa (zm. 1912)
- 1838 – Sensai Nagayo, japoński lekarz, polityk (zm. 1902)
- 1840:
  - Kiyotaka Kuroda, japoński polityk, premier Japonii (zm. 1900)
  - Yixuan, chiński arystokrata, polityk (zm. 1891)
- 1841:
  - Hirobumi Itō, japoński polityk, premier Japonii (zm. 1909)
  - Florian Stablewski, polski duchowny katolicki, arcybiskup metropolita poznański i gnieźnieński, prymas Polski (zm. 1906)
- 1842:
  - Antoni Fantosati, włoski franciszkanin, misjonarz, biskup, męczennik, święty (zm. 1900)
  - Ludwik Ryll, polski działacz niepodległościowy (zm. 1862)
- 1844 – Florentyna Włoszkowa, polska literatka, tłumaczka, nauczycielka (zm. 1881)
- 1847:
  - Gustaw Arnold Fibiger I, polski producent fortepianów (zm. 1915)
  - Maria Pia Sabaudzka, królowa Portugalii (zm. 1911)
- 1849 – George Washington Williams, amerykański wojskowy, prawnik, dziennikarz, pisarz, obrońca praw człowieka (zm. 1891)
- 1850 – Otto von Dewitz, niemiecki oficer, prawnik, polityk (zm. 1926)
- 1853 – Emilio Aceval, paragwajski polityk, prezydent Paragwaju (zm. 1931)
- 1854:
  - Jean Grave, francuski anarchista (zm. 1939)
  - Karl Kautsky, austriacki działacz robotniczy pochodzenia czeskiego (zm. 1938)
  - Jan Rosen, polski malarz (zm. 1936)
  - Oscar Wilde, irlandzki poeta, prozaik, dramaturg, filolog klasyczny (zm. 1900)
- 1856 – Samad bej Mehmandarow, azerski generał (zm. 1931)
- 1859 – Henryk Pachulski, polski kompozytor, pianista (zm. 1921)
- 1861:
  - John Bagnell Bury, irlandzki historyk, filolog klasyczny (zm. 1927)
  - Franciszek Jossé, polski działacz państwowy, urzędnik skarbowy (zm. 1941)
  - Richard Sears, amerykański tenisista (zm. 1943)
- 1862:
  - Antoni Madeyski, polski rzeźbiarz, medalier (zm. 1939)
  - Jan Kanty Steczkowski, polski ekonomista, prawnik, polityk, minister finansów, premier Królestwa Polskiego (zm. 1929)
- 1863 – Austen Chamberlain, brytyjski polityk, laureat Pokojowej Nagrody Nobla (zm. 1937)
- 1867:
  - Hans Christiansen, norweski żeglarz sportowy (zm. 1938)
  - Ferdynand Hoesick, polski pisarz, historyk literatury (zm. 1941)
- 1868 – Franz Ritter von Epp, niemiecki polityk, działacz nazistowski (zm. 1946)
- 1873 – Lew Czugajew, rosyjski chemik (zm. 1922)
- 1876 – Gaston Thubé, francuski żeglarz sportowy (zm. 1974)
- 1877 – Florentyn Asensio Barroso, hiszpański duchowny katolicki, biskup, męczennik, błogosławiony (zm. 1936)
- 1882:
  - Xawery Czernicki, polski kontradmirał (zm. 1940)
  - Andrzej Waleron, polski polityk ludowy, poseł na Sejm Ustawodawczy (zm. 1969)
- 1883 – Halfdan Hansen, norweski żeglarz sportowy (zm. 1953)
- 1884 – Marija Spiridonowa, rosyjska działaczka rewolucyjna (zm. 1941)
- 1886:
  - Dawid Ben Gurion, izraelski polityk, premier Izraela (zm. 1973)
  - Lucyna Messal, polska aktorka, śpiewaczka operetkowa (zm. 1953)
- 1888 – Eugene O’Neill, amerykański dramaturg, laureat Nagrody Nobla (zm. 1953)
- 1889:
  - Paul Stevens amerykański bobsleista (zm. 1949)
  - Josef Zmek, czechosłowacki generał (zm. 1942)
- 1890:
  - Michael Collins, irlandzki polityk (zm. 1922)
  - Maria Goretti, włoska święta (zm. 1902)
- 1891:
  - Józef Andrasz, polski duchowny katolicki (zm. 1963)
  - Jerzy Szeruda, polski sierżant pilot (zm. 1919)
  - Stanisław Zachariasiewicz, polski dziennikarz, redaktor (zm. 1944)
- 1892:
  - Jan Karcz, polski pułkownik dyplomowany kawalerii (zm. 1943)
  - Józef Kustroń, polski generał brygady (zm. 1939)
  - Adolf Ziegler, niemiecki malarz (zm. 1959)
- 1893 – Tadeusz Zwoliński, polski kartograf, autor przewodników, speleolog, fotograf (zm. 1955)
- 1894:
  - Martin Lucas, holenderski duchowny katolicki, arcybiskup, nuncjusz apostolski (zm. 1969)
  - Zdzisław Styczeń, polski piłkarz (zm. 1978)
  - Marcel Varnel, francuski reżyser i producent filmowy (zm. 1947)
- 1895 – Max Koegel, niemiecki funkcjonariusz nazistowski, zbrodniarz wojenny (zm. 1946)
- 1897 – Louis de Cazenave, francuski superstulatek, weteran I wojny światowej (zm. 2008)
- 1898:
  - Sona Axundova-Qarayeva, azerska poetka, działaczka społeczna (zm. 1971)
  - Władysław Barański, polski leśnik, polityk, poseł na Sejm RP (zm. 1944)
  - William O. Douglas, amerykański prawnik, sędzia Sądu Najwyższego (zm. 1980)
  - Jadwiga Lechicka, polska historyk (zm. 1965)
- 1899:
  - Peter Godfrey, brytyjski reżyser filmowy (zm. 1970)
  - Piotr Parszyn, radziecki generał pułkownik, polityk (zm. 1970)
- 1900:
  - Primo Conti, włoski malarz (zm. 1988)
  - Tameichi Hara, japoński komandor (zm. 1980)
- 1901:
  - Federico Munerati, włoski piłkarz, trener (zm. 1980)
  - Tadeusz Odrowąż-Pieniążek, polski porucznik obserwator (zm. 1935)
- 1902:
  - Francesco De Robertis, włoski reżyser filmowy (zm. 1959)
  - Aleksy Sieradzki, polski górnik, polityk, poseł na Sejm Ustawodawczy i Sejm PRL (zm. 1985)
- 1903 – Halina Hackiewicz, polska pielęgniarka, żołnierz ZWZ-AK, uczestniczka powstania warszawskiego (zm. 1944)
- 1904:
  - Władysława Bytomska, polska działaczka komunistyczna (zm. 1938)
  - Czesław Straszewicz, polski pisarz, radiowiec (zm. 1963)
- 1905:
  - Mathias Engel, niemiecki kolarz torowy (zm. 1994)
  - Ernst Kuzorra, niemiecki piłkarz, trener (zm. 1990)
  - Harry Lundahl, szwedzki piłkarz, trener (zm. 1988)
  - Zofia Sztaudynger, polska działaczka kulturalna (zm. 1989)
  - Jadwiga Szubartowicz, polska superstulatka (zm. 2017)
  - Hans Ziglarski, niemiecki bokser pochodzenia polskiego (zm. 1975)
- 1906:
  - Cleanth Brooks, amerykański krytyk i teoretyk literatury (zm. 1994)
  - Dino Buzzati, włoski pisarz, dziennikarz (zm. 1972)
  - George Lott, amerykański tenisista (zm. 1991)
  - Jan Tabortowski, polski major, żołnierz AK, AKO i WiN (zm. 1954)
- 1907:
  - Petro Hryhorenko, radziecki wojskowy, polityk, dysydent (zm. 1987)
  - Faina Jepifanowa, radziecka animatorka (zm. 1988)
  - Zezé Moreira, brazylijski piłkarz, trener (zm. 1998)
  - Roger Vailland, francuski prozaik, eseista, scenarzysta filmowy (zm. 1965)
- 1908:
  - Enver Hoxha, albański polityk komunistyczny, premier i przywódca Albanii (zm. 1985)
  - Kuzman Sotirović, serbski piłkarz (zm. 1990)
- 1909 – Palle Lauring, duński pisarz, historyk (zm. 1996)
- 1910:
  - Musa Bajmuchanow, radziecki młodszy porucznik (zm. 1945)
  - Vic Duggan, australijski żużlowiec (zm. 2007)
- 1911:
  - Józef Epstein, polski działacz komunistyczny, uczestnik francuskiego ruchu oporu pochodzenia żydowskiego (zm. 1944)
  - Molly O’Day, amerykańska aktorka (zm. 1998)
- 1912:
  - Václav Drbola, czeski duchowny katolicki, ofiara prześladowań komunistycznych (zm. 1952)
  - Edmund Giemsa, polski piłkarz (zm. 1994)
  - Clifford Hansen, amerykański polityk, senator (zm. 2009)
  - Lotti Huber, niemiecka aktorka (zm. 1998)
- 1913:
  - Cesar Bresgen, austriacki kompozytor (zm. 1988)
  - Włodzimierz Fijewski, polski aktor i reżyser lalkowy (zm. 1994)
  - Imre Harangi, węgierski bokser (zm. 1979)
  - Karol Kornas, polski podporucznik rezerwy (zm. 1942)
- 1914:
  - Charles Catterall, południowoafrykański bokser (zm. 1966)
  - Mircea David, rumuński piłkarz, bramkarz (zm. 1993)
  - Mordechaj-Chajjim Sztern, izraelski polityk (zm. 1975)
  - Mohammad Zaher Szah, król Afganistanu (zm. 2007)
- 1915 – Robert Dorgebray, francuski kolarz szosowy i przełajowy (zm. 2005)
- 1916:
  - Lex Beels, holenderski kierowca wyścigowy (zm. 2005)
  - George Turner, australijski pisarz, krytyk literacki (zm. 1997)
- 1917:
  - John R. Foley, amerykański polityk (zm. 2001)
  - Wanda Wertenstein, polska reżyserka filmów dokumentalnych, scenarzystka, krytyk filmowy (zm. 2003)
- 1918:
  - Louis Althusser, francuski filozof marksistowski (zm. 1990)
  - Alicja Czerkawska, polska działaczka niepodległościowa (zm. 2008)
  - Edmund Kobyliński, polski kapral strzelec radiotelegrafista (zm. 1939)
  - Tony Rolt, brytyjski kierowca wyścigowy (zm. 2008)
- 1919:
  - Sonia Górzna, żołnierka Związku Odwetu, działaczka ZWZ-AK Okręg Poznań, członkini tzw. grupy Witaszka (zm. 1943)
  - Miroslav Řihošek, czechosłowacki lekkoatleta, skoczek w dal, trójskoczek i sprinter (zm. 1997)
  - Kathleen Winsor, amerykańska pisarka (zm. 2003)
- 1920:
  - Nikołaj Biełucha, radziecki polityk (zm. 1981)
  - Iosif Gołomb, rosyjski operator filmowy (zm. 2005)
  - Olga Ignatiewa, rosyjska szachistka (zm. 1999)
- 1921:
  - Andrzej Munk, polski reżyser filmowy (zm. 1961)
  - Tadeusz Szewczyk, polski architekt (zm. 1986)
  - Mieczysław Tomala, polski ekonomista, politolog, niemcoznawca, dyplomata, tłumacz (zm. 2014)
- 1922:
  - Michaił Bykow, radziecki podpułkownik pilot (zm. 1991)
  - Robert Krieps, luksemburski prawnik, polityk (zm. 1990)
- 1923:
  - Linda Darnell, amerykańska aktorka (zm. 1965)
  - Bert Kaempfert, niemiecki muzyk, kompozytor, aranżer, kierownik orkiestry (zm. 1980)
- 1924 – Ałła Graczowa, ukraińska twórczyni filmów animowanych (zm. 2001)
- 1925:
  - Phyllis Dalton, brytyjska kostiumografka filmowa (zm. 2025)
  - Karel Dillen, belgijski i flamandzki polityk (zm. 2007)
  - Daniel J. Evans, amerykański polityk, senator (zm. 2024)
  - Angela Lansbury, amerykańska aktorka (zm. 2022)
  - Apo Lazaridès, francuski kolarz szosowy (zm. 1998)
  - Adam Meus, polski konstruktor lotniczy, szybownik (zm. 2000)
  - Egon Schöpf, austriacki narciarz alpejski
- 1926:
  - Charles Dolan, amerykański przedsiębiorca, założyciel sieci HBO (zm. 2024)
  - Kazimiera Wawro, polska włókniarka, polityk, poseł na Sejm PRL (zm. 2016)
  - Szczepan Wesoły, polski duchowny katolicki, biskup pomocniczy gnieźnieński, arcybiskup ad personam, teolog (zm. 2018)
- 1927:
  - Günter Grass, niemiecki pisarz, laureat Nagrody Nobla (zm. 2015)
  - György Révész, węgierski reżyser filmowy (zm. 2003)
  - Eileen Ryan, amerykańska aktorka pochodzenia włosko-irlandzkiego (zm. 2022)
  - Gus Yatron, amerykański polityk (zm. 2003)
- 1928:
  - Mary Daly, amerykańska pisarka, feministka, filozof, teolog (zm. 2010)
  - Ann Guilbert, amerykańska aktorka (zm. 2016)
  - Jerzy Zieleński, polski dziennikarz, publicysta, działacz opozycji w okresie PRL (zm. 1981)
- 1929:
  - Ivor Allchurch, walijski piłkarz (zm. 1997)
  - Ana María Dellai, argentyńska narciarka alpejska (zm. 1986)
  - Fernanda Montenegro, brazylijska aktorka
- 1930:
  - Patricia Jones, kanadyjska lekkoatletka, sprinterka (zm. 2000)
  - Dan Pagis, żydowski poeta (zm. 1986)
  - John Polkinghorne, brytyjski duchowny anglikański, fizyk teoretyczny, teolog, pisarz (zm. 2021)
  - Krzysztof Rostański, polski botanik, wykładowca akademicki (zm. 2012)
  - Gerard Straburzyński, polski lekarz-balneolog, profesor nauk medycznych, wykładowca akademicki (zm. 2015)
- 1931:
  - Mílton Alves da Silva, brazylijski piłkarz (zm. 1973)
  - James Chace, amerykański historyk (zm. 2004)
  - Per Tage Svensson, szwedzki żużlowiec (zm. 2008)
- 1932:
  - Guðbergur Bergsson, islandzki pisarz (zm. 2023)
  - Rodolfo Francisco Bobadilla Mata, gwatemalski duchowny katolicki, biskup Huehuetenango (zm. 2019)
  - Marian Jaskuła, polski ekonomista, działacz turystyczny, krajoznawca (zm. 2021)
  - Karol Śliwka, polski grafik (zm. 2018)
- 1933:
  - Marian Guzek, polski ekonomista, wykładowca akademicki (zm. 2020)
  - Mark Jabalé, brytyjski duchowny katolicki, biskup Menevia (zm. 2025)
- 1934:
  - Piergiorgio Colautti, włoski rzeźbiarz, malarz
  - Jerzy Wieteski, polski piłkarz (zm. 2014)
- 1935:
  - Marian Jurczyk, polski związkowiec, działacz opozycji antykomunistycznej, polityk, senator RP, prezydent Szczecina (zm. 2014)
  - Frederick Tiedt, irlandzki bokser (zm. 1999)
  - Teofil Wilski, polski duchowny katolicki, biskup pomocniczy kaliski (zm. 2022)
- 1936:
  - Andriej Czikatiło, rosyjski seryjny morderca (zm. 1994)
  - Manuel Donoso, chilijski duchowny katolicki, arcybiskup La Sereny
  - Dawid Glass, izraelski polityk (zm. 2014)
  - Žarko Nikolić, jugosłowiański piłkarz (zm. 2011)
- 1937:
  - Alicja Boniuszko, polska tancerka baletowa, choreografka (zm. 2019)
  - László Kemenes Géfin, węgierski prozaik, poeta (zm. 2022)
  - George Kerr, jamajski lekkoatleta, sprinter (zm. 2012)
  - John Whitmore, brytyjski kierowca wyścigowy, przedsiębiorca, pisarz (zm. 2017)
- 1938:
  - Marian Fikus, polski architekt
  - Czesław Korzeń, polski zapaśnik, trener, samorządowiec (zm. 2025)
  - Nico, niemiecka modelka, aktorka, wokalistka, członkini zespołu The Velvet Underground (zm. 1988)
  - Jerzy Padewski, polski żużlowiec (zm. 2016)
  - Jewgienij Pietrow, rosyjski strzelec sportowy
- 1939:
  - Amancio Amaro, hiszpański piłkarz (zm. 2023)
  - Andrzej Andrysiak, polski polityk, poseł na Sejm RP
  - Joe Dolan, irlandzki piosenkarz (zm. 2007)
  - Peter Jecza, rumuński rzeźbiarz (zm. 2009)
  - Gerold Späth, szwajcarski pisarz
- 1940:
  - Barry Corbin, amerykański aktor
  - Dave DeBusschere, amerykański koszykarz, trener (zm. 2003)
  - Karol Fonfara, polski hokeista (zm. 2018)
  - Nereo Odchimar, filipiński duchowny katolicki, biskup Tandag (zm. 2024)
  - Célio Taveira Filho, brazylijski piłkarz (zm. 2020)
- 1941:
  - Mel Counts, amerykański koszykarz
  - Baddeley Devesi, salomoński polityk, gubernator generalny Wysp Salomona (zm. 2012)
  - Teresa Kulak, polska historyk, wykładowczyni akademicka
  - Emma Nicholson, brytyjska polityk
  - Umberto Scapagnini, włoski lekarz, farmakolog, wykładowca akademicki, polityk (zm. 2013)
- 1942:
  - Natalia Jakowenko, ukraińska historyk, wykładowczyni akademicka
  - Jean-Pierre Lasota-Hirszowicz, francuski astronom, fizyk teoretyczny, wykładowca akademicki (zm. 2024)
  - Andrzej Tarnawski, polski prawnik, adwokat, radca prawny, sędzia, dyplomata, alpinista, działacz opozycji antykomunistycznej
  - Marin Tufan, rumuński piłkarz
  - Bogdan Wolski, polski inżynier, wykładowca akademicki
- 1943:
  - Jacek Durski, polski prozaik, poeta, malarz, rzeźbiarz (zm. 2021)
  - Alfons Hecher, niemiecki zapaśnik
  - Hans-Dieter Tippenhauer, niemiecki trener piłkarski (zm. 2021)
  - Fred Turner, kanadyjski muzyk, członek zespołu Bachman-Turner Overdrive
- 1944:
  - Zbigniew Bator, polski aktor, reżyser, publicysta (zm. 2012)
  - Paul Durcan, irlandzki poeta (zm. 2025)
  - Setsuko Sasaki, japońska siatkarka
  - Joseph Sitruk, francuski rabin (zm. 2016)
- 1945:
  - Władysław Grotyński, polski piłkarz, bramkarz (zm. 2002)
  - Zenon Jasiński, polski historyk, wykładowca akademicki
  - Ambrose Kiapseni, melanezyjski duchowny katolicki, biskup Kavieng (zm. 2019)
  - Violetta Krawczyk-Wasilewska, polska etnolog, antropolog kultury, wykładowczyni akademicka
  - Shigeo Nakata, japoński zapaśnik
- 1946:
  - Bogdan Chruścicki, polski dziennikarz i komentator sportowy (zm. 2015)
  - Jacek Jurzak, polski kierowca wyścigowy, pilot rajdowy, konstruktor, agent CIA (zm. 2005)
  - Ireneusz Kubiaczyk, polski matematyk, wykładowca akademicki
  - Carlos Ott, urugwajski architekt
  - Suzanne Somers, amerykańska aktorka, producentka, scenarzystka, modelka, pisarka (zm. 2023)
  - Alaksandr Zimienka, białoruski malarz, ceramik, architekt wnętrz, designer (zm. 2025)
- 1947:
  - Peter Christian, mikronezyjski polityk, prezydent Mikronezji
  - Terry Griffiths, walijski snookerzysta (zm. 2024)
  - Władimir Krawczenko, rosyjski pływak (zm. 2024)
  - Guy Siner, brytyjski aktor
  - Bob Weir, amerykański gitarzysta, wokalista, kompozytor, członek zespołu Grateful Dead
  - David Zucker, amerykański reżyser, scenarzysta i producent filmowy pochodzenia żydowskiego
- 1948:
  - Jack Dalrymple, amerykański polityk
  - Adek Drabiński, polski reżyser filmowy
  - Günter Haritz, niemiecki kolarz szosowy i torowy
  - Angela Iacobellis, włoska Służebnica Boża (zm. 1961)
  - Stanisław Jaskułka, polski aktor
  - Hema Malini, indyjska aktorka
  - Michael Tylo, amerykański aktor (zm. 2021)
- 1949:
  - Peter Berger, niemiecki wioślarz
  - Ásta Ragnheiður Jóhannesdóttir, islandzka polityk
  - David Greenwalt, amerykański reżyser filmowy
  - Ian Reginald Thompson, brytyjski lekkoatleta, maratończyk
- 1950:
  - Janusz Połom, polski reżyser, fotograf, poeta, operator filmowy (zm. 2020)
  - Wiktor Raszczupkin, rosyjski lekkoatleta, dyskobol
  - Teresa Rychlicka-Kasprzyk, polska siatkarka
- 1951:
  - Brenda Eisler, kanadyjska lekkoatletka, skoczkini w dal
  - Walancina Kaczan, białoruska lekarka, polityk
  - Li Ho-pyong, północnokoreański zapaśnik
  - Alan Wheat, amerykański polityk
- 1952:
  - Wojciech Borowiak, polski trener judo
  - Christopher Cox, amerykański polityk
  - Ron Taylor, amerykański aktor (zm. 2002)
  - Ryszard Walkowiak, polski agronom, wykładowca akademicki (zm. 2020)
  - Tomasz Wierzbicki, polski poeta, regionalista, animator kultury
- 1953:
  - Paulo Roberto Falcão, brazylijski piłkarz, trener
  - Susan Pedersen, australijska pływaczka
  - Jan Różewicz, polski reżyser teatralny, pisarz (zm. 2008)
  - Janusz Szlanta, polski przedsiębiorca, polityk, wojewoda radomski
- 1954:
  - Tim Berne, amerykański saksofonista jazzowy, kompozytor
  - Lorenzo Carcaterra, amerykański pisarz
  - Michael Forsyth, brytyjski polityk
  - Corinna Harfouch, niemiecka aktorka
  - Danny McIntosh, brytyjski gitarzysta, członek zespołów: Hazard i Bandit
- 1955:
  - Anna Kołda, polska siatkarka, trenerka
  - Rod Strachan, amerykański pływak
- 1956:
  - Melissa Belote, amerykańska pływaczka
  - Jekatierina Chramienkowa, białoruska lekkoatletka, biegaczka długodystansowa
  - Jean-Claude Marcourt, belgijski i waloński polityk
  - Jacek Andrzej Rossakiewicz, polski malarz, teoretyk sztuki, filozof, architekt wnętrz (zm. 2016)
- 1957:
  - Zbigniew Dziewulski, polski żołnierz, polityk, poseł na Sejm RP
  - Sabine John, niemiecka lekkoatletka, wieloboistka
  - Guntars Krasts, łotewski polityk, premier Łotwy
  - Kelly Marie, szkocka piosenkarka
  - Ángel Pérez García, hiszpański piłkarz, trener (zm. 2019)
  - Mariusz Pujszo, polski aktor, reżyser i scenarzysta filmowy
  - Wojciech Żabiałowicz, polski żużlowiec
- 1958:
  - Miklosz Deki Czureja, polski kompozytor, skrzypek pochodzenia romskiego
  - Armando Manzo, meksykański piłkarz
  - Zygmunt Robaszkiewicz, polski duchowny katolicki, biskup Morombe na Madagaskarze
  - Tim Robbins, amerykański aktor, reżyser i scenarzysta filmowy
  - Krzysztof Wójcik, polski nauczyciel, samorządowiec, prezydent Bytomia
- 1959:
  - Andrzej Drzewiński, polski fizyk, pisarz science fiction
  - Thomas Eriksson, szwedzki biegacz narciarski
  - Gary Kemp, brytyjski gitarzysta, członek zespołu Spandau Ballet
  - Jerzy Kwieciński, polski polityk, minister finansów
  - Martin Sacks, australijski aktor, reżyser telewizyjny
  - Erkki-Sven Tüür, estoński kompozytor
  - John Whittingdale, brytyjski polityk
- 1960:
  - Benno Elbs, austriacki duchowny katolicki, biskup Feldkirch
  - Ołeksandr Krasylnykow, ukraiński przedsiębiorca, działacz piłkarski, polityk
  - Tom MacArthur, amerykański polityk, kongresmen
  - Maia Pandżikidze, gruzińska dyplomatka, polityk
  - Petra Pfaff, niemiecka lekkoatletka, płotkarka
  - Jiří Rusnok, czeski ekonomista, polityk, premier Czech
  - Graeme Sharp, szkocki piłkarz, trener
  - Bjarni Sigurðsson, islandzki piłkarz, bramkarz
  - Iris Völkner, niemiecka wioślarka
- 1961:
  - Dariusz Bugalski, polski poeta, dziennikarz
  - Tadeusz Górczyk, polski działacz opozycji antykomunistycznej, samorządowiec, polityk, poseł na Sejm RP (zm. 2020)
  - Jarosław Katulski, polski lekarz, samorządowiec, polityk, poseł na Sejm RP
  - Yahiro Kazama, japoński piłkarz, trener
  - Dorota Koman, polska poetka
  - Marc Levy, francuski pisarz
  - Gérard Sartoro, francuski zapaśnik
  - Piotr Skrobowski, polski piłkarz
  - Irfan Smajlagić, chorwacki piłkarz ręczny
  - Randy Vasquez, amerykański aktor pochodzenia meksykańskiego
  - Kim Wayans, amerykańska aktorka
- 1962:
  - Michael Balzary, australijski basista, trębacz, członek zespołu Red Hot Chili Peppers
  - fikcyjna data urodzenia Manute’a Bola, sudańskiego koszykarza (zm. 2010)
  - Dmitrij Chworostowski, rosyjski śpiewak operowy (baryton) (zm. 2017)
  - Marieta Ilcu, rumuńska lekkoatletka, skoczkini w dal i sprinterka
  - Kenneth Lonergan, amerykański dramaturg, reżyser i scenarzysta filmowy
  - Durga McBroom, amerykańska piosenkarka
  - Tamara McKinney, amerykańska narciarka alpejska
- 1963:
  - Pamela Bach, amerykańska aktorka (zm. 2025)
  - Günter Bechly, niemiecki paleontolog, entomolog (zm. 2025)
  - Danko Cvjetičanin, chorwacki koszykarz
  - Anneloes Nieuwenhuizen, holenderska hokeistka na trawie
- 1964:
  - Forbes Cowan, szkocki strongman
  - Konrad Plautz, austriacki sędzia piłkarski
- 1965:
  - Lisa Bonder-Kreiss, amerykańska tenisistka
  - Elin Dølor, norweska lekkoatletka, tyczkarka
  - Arystarch (Jacurin), rosyjski biskup prawosławny
  - Karsten Rasmussen, duński szachista
- 1966:
  - Raúl Gutiérrez, meksykański piłkarz
  - Mary Elizabeth McGlynn, amerykańska aktorka, reżyserka, piosenkarka
  - Stefan Reuter, niemiecki piłkarz
- 1967:
  - Jason Everman, amerykański basista
  - Lubomír Hargaš, czeski kolarz torowy (zm. 1997)
  - Taiki Matsuno, japoński seiyū (zm. 2024)
  - Joe Murphy, kanadyjski hokeista
  - Ike Shorunmu, nigeryjski piłkarz, bramkarz
  - Dejan Židan, słoweński polityk, przewodniczący Zgromadzenia Państwowego
- 1968:
  - Jean-Philippe Gatien, francuski tenisista stołowy
  - John Shaw, szkocki szachista
  - Todd Stashwick, amerykański aktor
  - Elsa Zylberstein, francuska aktorka
- 1969:
  - Henrik Bertilsson, szwedzki piłkarz
  - Michael Larsen, duński piłkarz
  - Sabrina Simoni, włoska dyrygentka, pedagog
  - Maciej Wąsik, polski samorządowiec, polityk, poseł na Sejm RP, eurodeputowany
- 1970:
  - Kazuyuki Fujita, japoński zawodnik sportów walki
  - Marek Grabie, polski satyryk, kabareciarz
  - Holger Krahmer, niemiecki polityk, eurodeputowany
  - Stephanie Murata, amerykańska zapaśniczka
  - Vincent Rijmen, belgijski kryptograf
  - Mehmet Scholl, niemiecki piłkarz pochodzenia tureckiego
  - Andriej Tichonow, rosyjski piłkarz
- 1971:
  - Wadym Czernysz, ukraiński prawnik, polityk
  - Geert De Vlieger, belgijski piłkarz, bramkarz
  - Chad Gray, amerykański wokalista, członek zespołów: Mudvayne i Hellyeah
  - Michael von der Heide, szwajcarski piosenkarz, aktor
  - Paul Sparks, amerykański aktor
  - Guillermo Szeszurak, argentyński piłkarz, trener pochodzenia ukraińskiego
  - Piotr Trytek, polski generał brygady
- 1972:
  - Nikołaj Barekow, bułgarski dziennikarz i prezenter telewizyjny, polityk
  - Darren Balmforth, australijski wioślarz
  - Tomasz Hajto, polski piłkarz, trener, komentator telewizyjny
  - Darius Kasparaitis, litewski hokeista
  - Tomas Lindberg, szwedzki wokalista, autor tekstów, członek zespołów: At the Gates, The Crown, Lock Up, Nightrage i Necronaut
  - Andrés Martínez, urugwajski piłkarz
  - Souleymane Oularé, gwinejski piłkarz
  - Tomasz Sommer, polski dziennikarz, wydawca
- 1973:
  - Jacek Berensztajn, polski piłkarz, trener
  - Małgorzata Jamróz, polska lekkoatletka, biegaczka średnio- i długodystansowa (zm. 2022)
  - Thomas Myhre, norweski piłkarz, bramkarz
  - Joanna Niełacna, polska lekkoatletka, sprinterka
  - Joanna Pietrusiak, polska koszykarka
  - Eva Röse, szwedzka aktorka
  - David Unsworth, angielski piłkarz
- 1974:
  - Aurela Gaçe, albańska piosenkarka
  - Jiří Ježek, czeski kolarz, paraolimpijczyk
  - Paul Kariya, kanadyjski hokeista
  - Adam Kopciowski, polski historyk, wykładowca akademicki
  - Daniel Kosmeľ, słowacki piłkarz
  - Dariusz Pender, polski szermierz, paraolimpijczyk
  - McKay Stewart, amerykański aktor
- 1975:
  - Sérgio Abreu, brazylijski aktor, model
  - Giada Colagrande, włoska aktorka, reżyserka filmowa
  - Antonella Confortola, włoska biegaczka narciarska
  - Jean-François Dagenais, kanadyjski muzyk, producent muzyczny, inżynier dźwięku, członek zespolow Kataklysm i Ex Deo
  - Brynjar Gunnarsson, islandzki piłkarz
  - Witalij Kicak, kazachski piłkarz pochodzenia ukraińskiego
  - Mimoza Kusari-Lila, kosowska ekonomistka, działaczka samorządowa, polityk
  - Christophe Maé, francuski piosenkarz, kompozytor
  - Kellie Martin, amerykańska aktorka, producentka telewizyjna
  - Eva Ortiz Vilella, hiszpańska działaczka samorządowa, polityk, eurodeputowana
- 1976:
  - Nándor Fazekas, węgierski piłkarz ręczny, bramkarz
  - Huang Chih-hsiung, tajwański taekwondzista
  - Hicham Mezair, algierski piłkarz, bramkarz
- 1977:
  - John Mayer, amerykański gitarzysta, wokalista, kompozytor, członek zespołu John Mayer Trio
  - Björn Otto, niemiecki lekkoatleta, tyczkarz
- 1978:
  - Tomasz Bujok, polski samorządowiec, burmistrz Wisły
  - Ethan Luck, amerykański gitarzysta, perkusista, fotograf, członek zespołu Relient K
  - Marcin Prus, polski siatkarz
  - Martin Telser, liechtensteiński piłkarz
- 1979:
  - Tomasz Cimoszewicz, polski polityk, poseł na Sejm RP
  - Tomasz Kin, polski dziennikarz
  - Aleksander Kuźba, polski pianista, basista, kompozytor
  - Alex Leapai, australijski bokser pochodzenia samoańskiego
  - Christian Martínez, meksykański piłkarz, bramkarz
  - Božo Petrov, chorwacki psychiatra, samorządowiec, polityk
  - Ibrahim Said, egipski piłkarz
- 1980:
  - Sue Bird, amerykańska koszykarka
  - Jeremy Jackson, amerykański aktor, piosenkarz
  - Jordan Kamdżałow, bułgarski dyrygent, muzyk
  - Sérgio Pinto, niemiecki piłkarz pochodzenia portugalskiego
  - Elżbieta Tomala-Nocuń, polska dyrygentka
- 1981:
  - Justyna Adamczyk, polska malarka
  - Frankie Edgar, amerykański zawodnik MMA
  - Alan Gordon, amerykański piłkarz
  - Brea Grant, amerykańska aktorka
  - Dominika Schulz, polska siatkarka
  - Caterina Scorsone, kanadyjska aktorka pochodzenia włoskiego
  - Gregory Sedoc, holenderski lekkoatleta, płotkarz
  - Marta Solipiwko, polska siatkarka
- 1982:
  - Alan Anderson, amerykański koszykarz
  - Ildar Fatkullin, rosyjski skoczek narciarski
  - Patricia Hall, jamajska lekkoatletka, sprinterka
  - Igor Jovović, czarnogórski trener koszykówki
  - Raven Klaasen, południowoafrykański tenisista
  - Frédéric Michalak, francuski rugbysta pochodzenia polskiego
  - Mari Paz Mosanga Motanga, lekkoatletka z Gwinei Równikowej, sprinterka
  - Małgorzata Sobieraj, polska łuczniczka
  - Siarhiej Wieramko, białoruski piłkarz
- 1983:
  - Philipp Kohlschreiber, niemiecki tenisista
  - Loreen, szwedzka piosenkarka, kompozytorka, autorka tekstów pochodzenia marokańsko-berberyjskiego
  - Ramaz Nozadze, gruziński zapaśnik
  - Maciej Wróbel, polski dziennikarz, samorządowiec, poseł na Sejm RP, sekretarz stanu
- 1984:
  - Eugeniu Cebotaru, mołdawski piłkarz
  - Izabela Hobot, polska biathlonistka
  - Melissa Lauren, francuska aktorka filmów porno
  - François Pervis, francuski kolarz torowy
  - Mihai Roman, rumuński piłkarz
  - Tiffany Tyrała, polska biathlonistka
- 1985:
  - Alexis Hornbuckle, amerykańska koszykarka
  - Wiktor Josifow, bułgarski siatkarz
  - Benjamin Karl, austriacki snowboardzista
  - Laura Sánchez, meksykańska skoczkini do wody
  - Casey Stoner, australijski motocyklista wyścigowy
- 1986:
  - Michael Chidi Alozie, nigeryjski piłkarz
  - Éva Csernoviczky, węgierska judoczka
  - Inna, rumuńska piosenkarka
  - Jordan Larson-Burbach, amerykańska siatkarka
  - Craig Pickering, brytyjski lekkoatleta, sprinter
  - Samuel Pizzetti, włoski pływak
- 1987:
  - Alena Kijewicz, białoruska lekkoatletka, sprinterka
  - Patrizia Kummer, szwajcarska snowboardzistka
  - Anastasija Markowa, rosyjska siatkarka
  - Giulia Rondon, włoska siatkarka
  - Michael Venus, nowozelandzki tenisista
  - Yang Fan, chiński sztangista
- 1988:
  - Tumua Anae, amerykańska piłkarka wodna, bramkarka
  - Igors Tarasovs, łotewski piłkarz
- 1989:
  - Angie Bainbridge, australijska pływaczka
  - Dan Biggar, walijski rugbysta
  - Abhijeet Gupta, indyjski szachista
  - Cristian Martínez, andorski piłkarz
  - Kiriłł Panczenko, rosyjski piłkarz
  - Katarzyna Ptasińska, polska aktorka
  - Kim van Sparrentak, holenderska polityk, eurodeputowana
- 1990:
  - Antoine Demoitié, belgijski kolarz szosowy (zm. 2016)
  - Petteri Forsell, fiński piłkarz
  - Jóhanna Guðrún Jónsdóttir, islandzka piosenkarka
  - Buttree Puedpong, tajska taekwondzistka
- 1991:
  - Ognjen Gnjatić, bośniacki piłkarz
  - Edward Grimes, irlandzki wokalista, członek duetu Jedward
  - John Grimes, irlandzki wokalista, członek duetu Jedward
  - David Habat, słoweński zapaśnik
  - Phan Thị Hà Thanh, wietnamska gimnastyczka sportowa
  - Andrzej Zapotoczny, polski skoczek narciarski, trener
- 1992:
  - Desisława Bożiłowa, bułgarska międzynarodowa sędzia snookera
  - Kostas Fortunis, grecki piłkarz
  - Ncuti Gatwa, szkocki aktor pochodzenia rwandyjskiego
  - Viktorija Golubic, szwajcarska tenisistka
  - Bryce Harper, amerykański baseballista
- 1993:
  - Frank Acheampong, ghański piłkarz
  - Caroline Garcia, francuska tenisistka
  - Rasmus Jensen, duński żużlowiec
- 1994:
  - Billy Garrett, amerykański koszykarz
  - Akari Kitō, japońska piosenkarka, seiyū
  - Alice Oseman, brytyjska pisarka
  - Liu Xinyu, chiński łyżwiarz figurowy
  - Issouf Paro, burkiński piłkarz
- 1996:
  - Rivaldo Coetzee, południowoafrykański piłkarz
  - Kouakou Koffi, burkiński piłkarz, bramkarz
  - Andrea Locatelli, włoski motocyklista wyścigowy
- 1997:
  - Jago Abuładze, rosyjski judoka
  - Aliou Dieng, malijski piłkarz
  - Janina Inkina, białoruska koszykarka
  - Olha Jackoweć, ukraińska koszykarka
  - Charles Leclerc, monakijski kierowca wyścigowy
  - Naomi Ōsaka, japońska tenisistka pochodzenia haitańskiego
  - Christian Scaroni, włoski kolarz szosowy
  - Mirko Zanni, włoski sztangista
- 1998:
  - Ołeksandra Borysowa, ukraińska łyżwiarka figurowa
  - Jan Hörl, austriacki skoczek narciarski
  - Justyna Śliwa, polska judoczka
- 1999:
  - Aaron Nesmith, amerykański koszykarz
  - Angelika Szymańska, polska judoczka
  - Melissa Vargas, kubańska siatkarka
- 2000 – Kevin Vermaerke, amerykański kolarz szosowy
- 2001:
  - Willian Pacho, ekwadorski piłkarz
  - Nathan Patterson, szkocki piłkarz
- 2002:
  - Jule Brand, niemiecka piłkarka
  - Vanessa Moharitsch, austriacka skoczkini narciarska
  - Madison Wolfe, amerykańska aktorka
  - Marco Wörgötter, austriacki skoczek narciarski
- 2003:
  - Maja Chamot, polska lekkoatletka, tyczkarka
  - Kacper Kozłowski, polski piłkarz
  - Zhen Weijie, chiński skoczek narciarski
- 2004 – Wiktorija Kobzar, rosyjska siatkarka

## Zmarli
- 786 – Lul, arcybiskup Moguncji, święty (ur. ok. 710)
- 976 – Al-Hakam II, kalif Kordoby (ur. 915)
- 1188 – Urraka, infantka portugalska, królowa Leónu (ur. 1151)
- 1239 – Przemysł, margrabia morawski (ur. 1209)
- 1323 – Amadeusz V Wielki, hrabia Sabaudii (ur. 1249)
- 1333 – Mikołaj V, antypapież (ur. 1275)
- 1382 – Michele Morosini, doża Wenecji (ur. 1308)
- 1396 – Agnolo Gaddi, włoski malarz (ur. ok. 1350)
- 1410 – Giovanni Migliorati, włoski duchowny katolicki, arcybiskup metropolita Rawenny, kardynał (ur. ok. 1375)
- 1415 – Landolfo Maramaldo, włoski kardynał (ur. ?)
- 1422 – Jan IV, książę Meklemburgii-Schwerin (ur. ?)
- 1439 – Ambrož Hradecký, czeski kaznodzieja, polityk i dowódca husycki (ur. ?)
- 1514 – (między 18 maja a tym dniem)  Jan Amor Tarnowski, polski ziemianin, polityk (ur. ?)
- 1526 – Jan Amicinus, polski duchowny katolicki, biskup pomocniczy krakowski, profesor i rektor Uniwersytetu Jagiellońskiego (ur. przed 1475)
- 1537 – Françoise de Foix, francuska arystokratka (ur. ok. 1495)
- 1553 – Lucas Cranach starszy, niemiecki malarz (ur. 1472)
- 1555:
  - Hugh Latimer, angielski duchowny anglikański, działacz reformacji, męczennik (ur. ok. 1485)
  - Nicholas Ridley, angielski duchowny anglikański, działacz reformacji, męczennik (ur. ok. 1500)
- 1591 – Grzegorz XIV, papież (ur. 1535)
- 1607 – Henry Lyte, angielski botanik, antykwariusz (ur. ok. 1529)
- 1609 – Dorota Jadwiga Braunschweig-Wolfenbüttel, niemiecka arystokratka (ur. 1587)
- 1615 – Ferenc Forgách, węgierski duchowny katolicki, arcybiskup Ostrzyhomia, kardynał (ur. 1566)
- 1619 – Stanisław Sieciński, polski duchowny katolicki, biskup przemyski (ur. ?)
- 1621 – Jan Pieterszoon Sweelinck, holenderski organista, kompozytor, pedagog (ur. 1562)
- 1628 – François de Malherbe, francuski poeta (ur. 1555)
- 1634 – Magdalena z Nagasaki, japońska tercjarka, męczennica, święta (ur. 1611)
- 1638 – Jacob van Swanenburgh, holenderski malarz (ur. 1571)
- 1653 – Jan Wildens, flamandzki malarz, rysownik (ur. 1595/96)
- 1680 – Raimondo Montecuccoli, austriacki książę, dowódca wojskowy, przewodniczący Nadwornej Rady Wojennej (ur. 1608/09)
- 1683 – Andreas Fromm, niemiecki kompozytor (ur. 1621)
- 1730:
  - Antoine de la Mothe Cadillac, francuski podróżnik, odkrywca, polityk kolonialny (ur. 1658)
  - Nevşehirli Damat İbrahim Pasha, wielki wezyr Imperium Osmańskiego (ur. ?)
  - Katarzyna Barbara Radziwiłł, polska szlachcianka (ur. 1693)
- 1737 – Ludwik Antoni Brygierski, polski malarz (ur. 1682)
- 1740 – Brandan Meibom, niemiecki patolog, symptomatolog, botanik (ur. 1678)
- 1750 – Sylvius Leopold Weiss, niemiecki kompozytor, lutnista (ur. 1687)
- 1755 – Gerard Majella, włoski redemptorysta, święty (ur. 1726)
- 1772 – Ahmed Szah Abdali, szach Afganistanu (ur. ok. 1723)
- 1775 – Franz Konrad von Rodt, niemiecki duchowny katolicki, biskup Konstancji, kardynał (ur. 1706)
- 1781 – Edward Hawke, brytyjski admirał, polityk (ur. 1705)
- 1791 – Grigorij Potiomkin, rosyjski feldmarszałek (ur. 1739)
- 1793:
  - Maria Antonina, królowa Francji (ur. 1755)
  - John Hunter, szkocki chirurg, anatom (ur. 1728)
- 1795 – Joseph Le Bon, francuski polityk, rewolucjonista (ur. 1765)
- 1796 – Wiktor Amadeusz III, król Sardynii (ur. 1726)
- 1801 – Karol Ernest Biron, książę kurlandzki, generał major armii rosyjskiej (ur. 1728)
- 1810 – Nachman z Bracławia, rabin chasydzki (ur. 1772)
- 1814 – Franciszek Ksawery Rydzyński, polski duchowny katolicki, biskup chełmiński (ur. 1734)
- 1822 – Eva Marie Veigel, niemiecka tancerka (ur. 1724)
- 1837 – Mathieu Dumas, francuski generał (ur. 1753)
- 1849 – Karol d’Abancourt de Franqueville, polski wojskowy pochodzenia francuskiego (ur. 1811)
- 1855 – Timofiej Granowski, rosyjski historyk, wykładowca akademicki (ur. 1813)
- 1864 – Franz Lorenz, austriacki urzędnik państwowy, dyplomata (ur. 1785)
- 1865 – Edward Henry Carroll Long, amerykański polityk (ur. 1808)
- 1871 – Rudolf Friedrich Kurz, szwajcarski malarz, szkicownik (ur. 1818)
- 1874:
  - Pamfił Jurkiewicz, ukraiński filozof, wykładowca akademicki (ur. 1826)
  - Cwi Hirsz Kaliszer, niemiecki rabin, pionier ruchu syjonistycznego (ur. 1795)
- 1877 – Théodore Barrière, francuski dramaturg (ur. 1823)
- 1878:
  - Ignacy Jasiński, polski malarz, uczestnik powstania styczniowego, zesłaniec (ur. 1833)
  - Ludwika Rivoli, polska śpiewaczka operowa, aktorka (ur. 1814)
- 1879 – Siergiej Sołowjow, rosyjski historyk, wykładowca akademicki (ur. 1820)
- 1880 – Edward Wolff, polski pianista, kompozytor, pedagog pochodzenia żydowskiego (ur. 1816)
- 1881 – Jan Kanty Steczkowski, polski matematyk, astronom, wykładowca akademicki (ur. 1800)
- 1882 – Wincenty Kraiński, polski pisarz, pedagog (ur. 1786)
- 1883 – Henryk Schmitt, polski historyk, bibliotekarz, dziennikarz (ur. 1817)
- 1888 – Manuel Teodoro del Valle, peruwiański duchowny katolicki, biskup Huánuco, arcybiskup metropolita limski i prymas Peru (nominat) (ur. 1813)
- 1889 – Edward Digby, brytyjski arystokrata, polityk (ur. 1809)
- 1890 – Auguste Toulmouche, francuski malarz (ur. 1829)
- 1893:
  - Edme Mac-Mahon, francuski książę, wojskowy, polityk, marszałek i prezydent Francji pochodzenia irlandzkiego (ur. 1808)
  - Carlo Pedrotti, włoski dyrygent, kompozytor (ur. 1817)
- 1897 – Edward Czaban, polski przedsiębiorca, filantrop (ur. 1819)
- 1903 – Juliusz Załęski, polski ziemianin, działacz rolniczy, uczestnik powstania styczniowego (ur. 1834)
- 1906 – Varina Davis, amerykańska dziennikarka, pisarka (ur. 1826)
- 1908:
  - Jan Berthier, francuski duchowny katolicki, pisarz, czcigodny Sługa Boży (ur. 1840)
  - Witold Załęski, polski ekonomista, statystyk, demograf, wykładowca akademicki (ur. 1836)
- 1909 – Jakub Bart-Ćišinski, serbołużycki duchowny katolicki, prozaik, dramaturg, poeta (ur. 1856)
- 1912 – Władysław Tyniecki, polski leśnik, botanik, wykładowca akademicki (ur. 1833)
- 1913 – Ralph Rose, amerykański lekkoatleta, kulomiot, dyskobol i młociarz (ur. 1885)
- 1914 – Antonino Paternò Castello, włoski polityk, minister spraw zagranicznych (ur. 1852)
- 1915:
  - Léon Hourlier, francuski kolarz torowy (ur. 1885)
  - Emanuel Rost, austriacki architekt, przedsiębiorca (ur. 1848)
- 1918:
  - Felix Arndt, amerykański kompozytor, pianista (ur. 1889)
  - Bronisław Gorczak, polski archiwista, genealog (ur. 1854)
  - Albert Haussmann, niemiecki pilot wojskowy, as myśliwski (ur. 1892)
  - Nikołaj Rudniew, rosyjski rewolucjonista, bolszewik (ur. 1894)
- 1920 – Alberto Nepomuceno, brazylijski kompozytor, dyrygent, pedagog (ur. 1864)
- 1921 – Helena Dłuska, polska taterniczka (ur. 1892)
- 1922:
  - Miquel Costa Llobera, hiszpański duchowny katolicki, poeta, tłumacz, Sługa Boży (ur. 1854)
  - Percy Ludgate, irlandzki księgowy, wynalazca (ur. 1883)
- 1923:
  - Michał Tarasiewicz, polski aktor, reżyser, kolekcjoner (ur. 1871)
  - Henryk Wiercieński, polski działacz społeczny, publicysta, uczestnik powstania styczniowego (ur. 1843)
- 1924 – John Black, kanadyjski strzelec sportowy pochodzenia szkockiego (ur. 1882)
- 1925 – Christian Krohg, norweski malarz, rysownik, pisarz, dziennikarz (ur. 1852)
- 1926 – Ignacy Karol Milewski, polski ziemianin, publicysta, mecenas sztuki (ur. 1846)
- 1927 – Augusto Maccario, włoski lekkoatleta, długodystansowiec (ur. 1890)
- 1928 – Agatangel (Prieobrażenski), rosyjski biskup prawosławny, święty nowomęczennik (ur. 1854)
- 1930:
  - Antoni Furmańczyk, polski działacz niepodległościowy, polityk (ur. 1890)
  - Hugh Neilson, szkocki hokeista na trawie (ur. 1884)
- 1931 – Jadwiga Jahołkowska, polska działaczka oświatowa (ur. 1864)
- 1933:
  - Ingalls Kimball, amerykański drukarz, przedsiębiorca (ur. 1874)
  - Ismael Montes, boliwijski generał, polityk, prezydent Boliwii (ur. 1861)
  - Maurice Renaud, francuski śpiewak operowy (baryton) (ur. 1860)
- 1934 – Medard Downarowicz, polski polityk, poseł na Sejm RP, minister skarbu państwa oraz ochrony kultury i sztuk pięknych (ur. 1878)
- 1935 – Szymon Rajca, polski technik kolejowy, polityk, poseł na Sejm Ustawodawczy (ur. 1875)
- 1936 – Andrzej Pluta, polski rolnik, samorządowiec, polityk, poseł na Sejm Ustawodawczy i Sejm RP (ur. 1869)
- 1937:
  - Jean de Brunhoff, francuski autor literatury dziecięcej, ilustrator (ur. 1899)
  - William Sealy Gosset, brytyjski statystyk (ur. 1876)
  - Jurij Łapczynski, radziecki dyplomata, polityk (ur. 1887)
  - Władysław Tymiński, polski kapitan piechoty (ur. 1896)
- 1938:
  - Marija Blumental-Tamarina, rosyjska aktorka (ur. 1859)
  - Edward Stanley, brytyjski arystokrata, polityk (ur. 1894)
- 1939:
  - Jan Doering, polski duchowny katolicki, działacz społeczno-kulturalny (ur. 1873)
  - Leon Heyke, polski duchowny katolicki, pisarz, poeta i publicysta kaszubski (ur. 1885)
  - Reginald Krzyżanowski, polski duchowny katolicki, Sługa Boży (ur. 1894)
  - Jicchak Zelig Morgenstern, polski rabin chasydzki (ur. 1866)
  - Károly Schaffer, węgierski neurolog, neuropatolog, psychiatra, wykładowca akademicki (ur. 1864)
- 1941:
  - Žanis Bachs, łotewski generał (ur. 1885)
  - Abram Bieleńki, radziecki funkcjonariusz służb specjalnych (ur. 1883)
  - Lew Bielski, radziecki funkcjonariusz służb specjalnych pochodzenia żydowskiego (ur. 1889)
  - Siergiej Czernych, radziecki generał major lotnictwa (ur. 1912)
  - Józef Jankowski, polski pallotyn, męczennik, błogosławiony (ur. 1910)
  - Anicet Kopliński, polski kapucyn, męczennik, błogosławiony (ur. 1875)
  - Arthur Kronfeld, niemiecki psychiatra, psychoterapeuta, psycholog, seksuolog, filozof nauki pochodzenia żydowskiego (ur. 1886)
  - Brunon Lechowski, polski malarz, scenograf (ur. 1887)
  - Maksim Magier, radziecki komkor (ur. 1897)
- 1942:
  - Sylwester Bartosik, polski działacz komunistyczny (ur. 1893)
  - Jan Cudek, polski podpułkownik artylerii, działacz sportowy (ur. 1890)
  - Antoni Dobiszewski, polski nauczyciel, działacz komunistyczny i związkowy (ur. 1895)
  - Antoni Gintowt, polski działacz komunistyczny (ur. 1901)
  - Józef Górka, polski działacz komunistyczny i związkowy (ur. 1888)
  - Kazimierz Grodecki, polski działacz komunistyczny (ur. 1883)
  - Franciszek Ilski, polski tokarz, działacz ruchu robotniczego (ur. 1907)
  - Antoni Kacpura, polski działacz socjalistyczny i komunistyczny (ur. 1886)
  - Juliusz Kania, polski działacz komunistyczny, oficer GL (ur. 1910)
  - Witold Kokoszko, polski działacz socjalistyczny i komunistyczny (ur. 1908)
  - Feliks Papliński, polski działacz komunistyczny (ur. 1908)
  - Ignacy Sandler-Romanowicz, polski inżynier chemik, działacz komunistyczny (ur. 1911)
  - Mieczysław Szawleski, polski dyplomata, publicysta, ekonomista, poseł na Sejm RP, pracownik Delegatury Rządu na Kraj (ur. 1887)
  - Stanisław Henryk Święcicki, polski adwokat, działacz społeczny, pracownik Delegatury Rządu na Kraj (ur. 1897)
  - Witold Trylski, polski fizyk, działacz komunistyczny, oficer GL (ur. 1912)
- 1943:
  - Iwan Sytow, radziecki pilot wojskowy, as myśliwski (ur. 1916)
  - Stefan Szaniawski, polski pułkownik artylerii (ur. 1882)
- 1944:
  - Martin Salomonski, niemiecki rabin, uczony (ur. 1881)
  - Jón Sveinsson, islandzki jezuita, pisarz, pedagog (ur. 1857)
- 1945:
  - Maximilian Bresowsky, estoński psychiatra, neurolog, wykładowca akademicki (ur. 1877)
  - Berta Zuckerkandl-Szeps, austriacka pisarka, dziennikarka, krytyk sztuki pochodzenia żydowskiego (ur. 1864)
- 1946:
  - Granville Bantock, brytyjski kompozytor, dyrygent, pedagog (ur. 1868)
  - Adam Franciszek Jaźwiecki, polski malarz, grafik, rysownik (ur. 1900)
- 1946 – Straceni na mocy wyroków Międzynarodowego Trybunału Wojskowego w Norymberdze:
  - Hans Frank, niemiecki prawnik, funkcjonariusz nazistowski, gubernator Generalnego Gubernatorstwa (ur. 1900)
  - Wilhelm Frick, niemiecki polityk, działacz nazistowski, minister spraw wewnętrznych III Rzeszy, protektor Czech i Moraw (ur. 1877)
  - Alfred Jodl, niemiecki generał, szef Oberkommando der Wehrmacht (ur. 1890)
  - Ernst Kaltenbrunner, niemiecki funkcjonariusz nazistowski, szef Głównego Urzędu Bezpieczeństwa III Rzeszy (ur. 1903)
  - Wilhelm Keitel, niemiecki feldmarszałek, szef Oberkommando der Wehrmacht (ur. 1882)
  - Joachim von Ribbentrop, niemiecki polityk, działacz nazistowski, dyplomata, minister spraw zagranicznych III Rzeszy (ur. 1893)
  - Alfred Rosenberg, niemiecki działacz, ideolog nazistowski, szef Urzędu okupowanych ziem wschodnich (ur. 1893)
  - Fritz Sauckel, niemiecki polityk, działacz nazistowski, minister pracy III Rzeszy (ur. 1894)
  - Arthur Seyss-Inquart, austriacki działacz nazistowski gauleiter Austrii (ur. 1892)
  - Julius Streicher, niemiecki działacz nazistowski, publicysta, gauleiter Frankonii (ur. 1885)
- 1947 – Balys Sruoga, litewski prozaik, poeta, dramaturg, teatrolog, wykładowca akademicki (ur. 1896)
- 1948 – Jan Rembieliński, polski publicysta, polityk, senator RP (ur. 1897)
- 1949 – Wacław Błażej Orłowski, polski bakteriolog (ur. 1868)
- 1950:
  - Wacław Borowy, polski krytyk i historyk literatury (ur. 1890)
  - Zygmunt Wilczyński, polski sierżant, żołnierz AK-WiN (ur. 1910)
- 1951:
  - Liaquat Ali Khan, pakistański polityk, premier Pakistanu (ur. 1896)
  - Zachar Olejnik, radziecki polityk (ur. 1905)
  - Wiktor Siemionow, rosyjski kapitan, dziennikarz, publicysta i działacz emigracyjny (ur. 1874)
- 1952 – Bohumil Boček, czechosłowacki generał armii (ur. 1894)
- 1953:
  - Konstanty Rojek, polski kapitan (ur. 1892)
  - Siergiej Trofimienko, radziecki generał pułkownik (ur. 1899)
  - Mieczysław Zdzienicki, polski adwokat, bibliofil, działacz społeczny (ur. 1892)
- 1955:
  - Charles Cambier, belgijski piłkarz (ur. 1888)
  - Stanisław Kłosowicz, polski kolarz szosowy (ur. 1906)
- 1956:
  - William A. Ekwall, amerykański polityk (ur. 1887)
  - Jules Rimet, francuski działacz sportowy, prezydent FIFA (ur. 1873)
- 1957 – Ralph Benatzky, austriacki kompozytor pochodzenia czeskiego (ur. 1884)
- 1958 – Robert Redfield, amerykański antropolog kulturowy, etnolingwista, wykładowca akademicki (ur. 1897)
- 1959:
  - Zbigniew Blichewicz, polski aktor, oficer AK, uczestnik powstania warszawskiego (ur. 1912)
  - George Marshall, amerykański generał, polityk, laureat Pokojowej Nagrody Nobla (ur. 1880)
  - Wojciech Pohoski, polski major kawalerii (ur. 1898)
- 1962:
  - Gaston Bachelard, francuski poeta, filozof, historyk nauki, wykładowca akademicki (ur. 1884)
  - Helena, serbska księżniczka (ur. 1884)
  - Małgorzata, księżniczka Saksonii (ur. 1900)
- 1963:
  - Wacław Aleksander Lachman, polski dyrygent, kompozytor, pedagog (ur. 1880)
  - Tadeusz Majerski, polski kompozytor, pianista, pedagog (ur. 1888)
  - Silvio Giuseppe Mercati, włoski historyk, bizantynolog, bibliotekarz, archiwista, wykładowca akademicki (ur. 1877)
  - Jorma Sarvanto, fiński pilot wojskowy, as myśliwski (ur. 1912)
  - Wacław Szuniewicz, polski duchowny katolicki, misjonarz, okulista, pediatra (ur. 1892)
- 1965 – Maria Modrakowska, polska śpiewaczka operowa, pedagog (ur. 1896)
- 1966:
  - Wasyl Komiachow, radziecki i ukraiński polityk (ur. 1911)
  - Elijjahu Meridor, izraelski prawnik, polityk (ur. 1914)
  - George O’Hara, amerykański aktor (ur. 1899)
- 1968:
  - Norman Hallows, brytyjski lekkoatleta, średniodystansowiec (ur. 1886)
  - Gerard de Kruijff, holenderski jeździec sportowy (ur. 1890)
  - Erich Wiesner, niemiecki działacz komunistyczny, samorządowiec, polityk (ur. 1897)
- 1969:
  - Leonard Chess, amerykański przestępca pochodzenia polsko-żydowskiego (ur. 1917)
  - Fidelis Włodarski, polski podpułkownik piechoty (ur. 1896)
- 1970 – Klara Semb, norweska badaczka folkloru, choreografka, instruktorka tańca ludowego (ur. 1884)
- 1972:
  - Nick Begich, amerykański polityk (ur. 1932)
  - Leo G. Carroll, brytyjski aktor (ur. 1886)
- 1973:
  - Klemens Dunin-Kęplicz, polski prawnik, dziennikarz, publicysta, pisarz, tłumacz, wykładowca akademicki (ur. 1905)
  - Pietro Freschi, włoski wioślarz (ur. 1906)
  - Gene Krupa, amerykański perkusista jazzowy pochodzenia polskiego (ur. 1909)
  - Harry Schreurs, holenderski piłkarz (ur. 1901)
  - Augustyn Thevarparampil, indyjski duchowny katolicki, błogosławiony (ur. 1891)
  - Emil Voigt, brytyjski lekkoatleta, długodystansowiec (ur. 1883)
- 1974 – Stanisław Waszak, polski statystyk, demograf, wykładowca akademicki (ur. 1906)
- 1975:
  - Georges Chabot, francuski geograf, wykładowca akademicki (ur. 1890)
  - Andrzej Freń, polski generał brygady (ur. 1919)
  - Vittorio Gui, włoski dyrygent (ur. 1885)
  - Orlando Piani, włoski kolarz torowy (ur. 1893)
  - Jan Zawada, polski ezoteryk, różokrzyżowiec, esperantysta, działacz spółdzielczy (ur. 1891)
- 1976:
  - Mieczysław Kędra, polski pułkownik, internista, kardiolog, wykładowca akademicki (ur. 1914)
  - Rufino Niccacci, włoski franciszkanin, działacz społeczny, Sprawiedliwy wśród Narodów Świata (ur. 1911)
  - Enrico Poggi, włoski żeglarz sportowy (ur. 1908)
  - Adrien Vandelle, francuski biathlonista (ur. 1902)
- 1977 – Franciszek Buczek, polski major dyplomowany piechoty (ur. 1895)
- 1978:
  - Bruno Bušić, chorwacki pisarz, dziennikarz, dysydent (ur. 1939)
  - Dan Dailey, amerykański aktor, tancerz (ur. 1915)
- 1979:
  - Johan Borgen, norweski pisarz, dziennikarz, satyryk (ur. 1902)
  - Henryk Ładosz, polski aktor, reżyser (ur. 1902)
- 1980 – Siergiej Taboricki, rosyjski monarchista, nacjonalista, kolaborant nazistowski (ur. 1897)
- 1981:
  - Mosze Dajan, izraelski generał, polityk (ur. 1915)
  - Alfred Jaroszewicz, polski podporucznik rezerwy piechoty, żołnierz AK, uczestnik powstania warszawskiego, polityk (ur. 1902)
  - Orazio Mariani, włoski lekkoatleta, sprinter (ur. 1915)
  - Iwan Udodow, rosyjski sztangista (ur. 1924)
- 1982:
  - Mario Del Monaco, włoski śpiewak operowy (tenor) (ur. 1915)
  - Jean Effel, francuski karykaturzysta, rysownik (ur. 1908)
  - Marta Erdman, polska reportażystka (ur. 1921)
  - Jakov Gotovac, chorwacki kompozytor (ur. 1895)
  - Janusz Pietrzykowski, polski twórca filmów dokumentalnych (ur. 1934)
  - Stanisław Rospond, polski językoznawca, wykładowca akademicki (ur. 1906)
  - Hans Selye, kanadyjski endokrynolog, fizjopatolog pochodzenia węgiersko-austriackiego (ur. 1907)
- 1983:
  - Gaston Henry-Haye, francuski przedsiębiorca, kolaborant, polityk, dyplomata (ur. 1890)
  - Michaił Karpienko, radziecki polityk (ur. 1908)
  - Ernst Kyburz, szwajcarski zapaśnik (ur. 1898)
  - George Liberace, amerykański muzyk (ur. 1911)
  - Willi Ritschard, szwajcarski polityk, prezydent Szwajcarii (ur. 1918)
- 1984:
  - Peggy Ann Garner, amerykańska aktorka (ur. 1932)
  - Józef Konieczny, polski pułkownik, inżynier, cybernetyk, prakseolog, filozof, wykładowca akademicki (ur. 1936)
  - Jozef Psotka, słowacki pedagog, taternik, alpinista, ratownik górski (ur. 1934)
- 1985 – Antoni Gronowicz, polski pisarz (ur. 1913)
- 1986:
  - Giovanni Invernizzi, włoski wioślarz (ur. 1926)
  - Sandro Puppo, włoski piłkarz, trener (ur. 1918)
- 1987 – Joseph Höffner, niemiecki duchowny katolicki, arcybiskup Kolonii, kardynał, Sługa Boży (ur. 1906)
- 1988:
  - Farida, królowa Egiptu (ur. 1921)
  - Abdelrahman Fawzi, egipski piłkarz (ur. 1909)
- 1989 – Cornel Wilde, amerykański aktor (ur. 1915)
- 1990:
  - Art Blakey, amerykański perkusista jazzowy (ur. 1919)
  - Giovanni Varglien, włoski piłkarz, trener (ur. 1911)
- 1991:
  - Ole Beich, duński basista, członek zespołu Guns N’ Roses (ur. 1955)
  - Giacomo Mari, włoski piłkarz (ur. 1924)
  - Boris Papandopulo, chorwacki kompozytor, dyrygent (ur. 1906)
- 1992:
  - Shirley Booth, amerykańska aktorka (ur. 1898)
  - Władysław Sheybal, polski aktor (ur. 1923)
  - Kurt Walter, niemiecki astronom, wykładowca akademicki (ur. 1905)
  - Witold Zakrzewski, polski prawnik, wykładowca akademicki (ur. 1918)
- 1993:
  - Władimir Diegtiariow, radziecki polityk (ur. 1920)
  - Arnie Oliver, amerykański piłkarz (ur. 1907)
- 1994 – Michela Fanini, włoska kolarka szosowa (ur. 1973)
- 1995:
  - Wojciech Dembski, polski orientalista, arabista, archiwista (ur. 1934)
  - Günther Happich, austriacki piłkarz (ur. 1952)
  - Aleksander Ligaj, polski generał dywizji (ur. 1922)
- 1996:
  - Huang Shao-ku, tajwański dyplomata, polityk (ur. 1901)
  - Eric Malpass, brytyjski pisarz (ur. 1910)
  - Jerzy Otello, polski duchowny luterański, mazurski regionalista (ur. 1925)
- 1997 – James Michener, amerykański pisarz (ur. 1907)
- 1998 – Jon Postel, amerykański informatyk (ur. 1943)
- 1999:
  - Zbigniew Bednarowicz, polski artysta plastyk, malarz architektoniczny, ceramik, witrażysta, autor scenografii teatralnych (ur. 1927)
  - Ella Mae Morse, amerykańska piosenkarka (ur. 1924)
  - Jean Shepherd, amerykański pisarz, aktor (ur. 1921)
- 2000:
  - Mel Carnahan, amerykański prawnik, polityk (ur. 1934)
  - Joaquín Gutiérrez, kostarykański prozaik, poeta, dziennikarz, polityk (ur. 1918)
  - Stanisław Kopystyński, polski inżynier metalurg, polityk, poseł na Sejm PRL (ur. 1923)
  - Ernest Pickering, amerykański pastor i teolog, protestancki fundamentalista, antyekumenista (ur. 1928)
- 2001:
  - Urszula Grzeszczak-Świetlikowska, polska technolog żywienia (ur. 1929)
  - Etta Jones, amerykańska wokalistka jazzowa (ur. 1928)
  - Jurij Ozierow, rosyjski reżyser i scenarzysta filmowy (ur. 1921)
  - Reid Smith, amerykański aktor, przedsiębiorca (ur. 1949)
- 2002:
  - Alina Bolechowska, polska śpiewaczka operowa (sopran) (ur. 1924)
  - Joanna Masłowska, polska chemik, wykładowczyni akademicka (ur. 1932)
- 2003:
  - Lorraine Dunn, panamska lekkoatletka, płotkarka i sprinterka (ur. 1942)
  - László Papp, węgierski bokser, trener (ur. 1926)
  - Kunio Yagi, japoński biochemik, wykładowca akademicki (ur. 1919)
- 2004:
  - Don Carlson, amerykański koszykarz, trener (ur. 1919)
  - Jerzy Czuma, polski podpułkownik, rzeźbiarz (ur. 1918)
  - Per Højholt, duński poeta, prozaik (ur. 1928)
  - Pierre Salinger, amerykański dziennikarz, polityk (ur. 1925)
  - Tomasz Strzembosz, polski historyk, wykładowca akademicki (ur. 1930)
- 2005 – Halina Bojarska-Dahlig, polska chemik, wykładowczyni akademicka (ur. 1923)
- 2006:
  - Valentín Paniagua, peruwiański polityk, prezydent Peru (ur. 1936)
  - Trebisonda Valla, włoska lekkoatletka, płotkarka (ur. 1916)
- 2007:
  - Rosalio Castillo, wenezuelski kardynał (ur. 1922)
  - Ignacy Jeż, polski duchowny katolicki, biskup koszalińsko-kołobrzeski, kardynał (ur. 1914)
  - Deborah Kerr, szkocka aktorka (ur. 1921)
  - Jerzy Markuszewski, polski reżyser teatralny, aktor (ur. 1930)
  - Stefania Paszkowska, polska działaczka sportowa, pilotka rajdowa (ur. 1926)
  - Toše Proeski, macedoński piosenkarz (ur. 1981)
- 2008:
  - Andrzej Kuś, polski alpinista, taternik, tłumacz, projektant (ur. 1940)
  - Dagmar Normet, estońska pisarka (ur. 1921)
- 2009:
  - Meilė Lukšienė, litewska historyk kultury, literaturoznawczyni, wykładowczyni akademicka, polityk (ur. 1913)
  - Marian Przykucki, polski duchowny katolicki, biskup szczecińsko-kamieński (ur. 1924)
- 2010:
  - Marko Brajnović, chorwacki piłkarz wodny (ur. 1920)
  - Adam Brodecki, polski pediatra, łyżwiarz figurowy, polityk, poseł na Sejm kontraktowy (ur. 1949)
  - Jan Frasek, polski piłkarz, trener (ur. 1937)
- 2011:
  - Henry Bathurst, brytyjski arystokrata, polityk (ur. 1927)
  - Elouise Cobell, amerykańska działaczka indiańska z plemienia Czarnych Stóp, finansistka, ekonomistka (ur. 1945)
  - Józef Morzy, polski historyk, wykładowca akademicki (ur. 1921)
  - Dan Wheldon, brytyjski kierowca wyścigowy (ur. 1978)
- 2012:
  - John Anthony Durkin, amerykański polityk (ur. 1936)
  - Aleksandr Koszkin, rosyjski bokser, trener (ur. 1959)
- 2013:
  - Albert Bourlon, francuski kolarz szosowy (ur. 1916)
  - Ed Lauter, amerykański aktor (ur. 1938)
  - Simon Phillips, brytyjski kierowca wyścigowy (ur. 1934)
- 2014:
  - Tim Hauser, amerykański piosenkarz jazzowy (ur. 1941)
  - Mariusz Leszczyński, polski aktor (ur. 1942)
  - John Spencer-Churchill, brytyjski arystokrata (ur. 1926)
  - Mieczysław Zlat, polski historyk sztuki (ur. 1927)
- 2015:
  - Michaił Burcew, rosyjski szablista (ur. 1956)
  - Bogdan Chruścicki, polski dziennikarz i komentator sportowy (ur. 1946)
  - Barbara Orzechowska, polska florecistka (ur. 1931)
- 2016:
  - Józef Bandzo, polski żołnierz AK (ur. 1923)
  - Kigeli V, rwandyjski polityk, władca Rwandy (ur. 1936)
  - Arsen Pawłow, rosyjski dowódca wojskowy (ur. 1983)
  - Juras Požela, litewski polityk, minister zdrowia (ur. 1982)
  - Jerzy Tuszewski, polski dziennikarz, reżyser radiowy i teatralny, reżyser i scenarzysta filmów dokumentalnych (ur. 1931)
  - Wiktor Zubkow, rosyjski koszykarz (ur. 1937)
- 2017:
  - Roy Dotrice, brytyjski aktor (ur. 1923)
  - John Dunsworth, kanadyjski aktor (ur. 1946)
- 2018:
  - Ołeh Bazyłewycz, ukraiński piłkarz, trener (ur. 1938)
  - Grzegorz Białuński, polski historyk, wykładowca akademicki (ur. 1967)
  - Ireneusz Bieniaszkiewicz, polski adwokat, żołnierz AK (ur. 1925)
  - Jurij Christoradnow, rosyjski polityk (ur. 1929)
  - Joseph Cistone, amerykański duchowny katolicki, biskup Saginaw (ur. 1949)
  - Giovanni Moretti, włoski duchowny katolicki, arcybiskup, nuncjusz apostolski (ur. 1923)
  - Bogdan Sawicki, polski dziennikarz, prezenter radiowy i telewizyjny, lektor (ur. 1967)
- 2019:
  - Tadeusz Jabłoński, polski pisarz, dziennikarz (ur. 1919)
  - Ángel Pérez García, hiszpański piłkarz, trener (ur. 1957)
- 2020:
  - Johnny Bush, amerykański piosenkarz i perkusista country, autor tekstów (ur. 1935)
  - Genadiusz, grecki duchowny prawosławny, biskup Kratei, metropolita Włoch i Malty (ur. 1937)
  - Odore Gendron, amerykański duchowny katolicki, biskup Manchesteru w New Hampshire (ur. 1921)
  - Faslli Haliti, albański poeta, tłumacz, malarz (ur. 1935)
  - Gordon Haskell, brytyjski muzyk, wokalista, kompozytor, członek zespołu King Crimson (ur. 1946)
  - Andrzej Pogorzelski, polski żużlowiec, trener (ur. 1938)
- 2021:
  - Jerzy Korczak, polski pisarz (ur. 1927)
  - Andrzej Olszewski, polski chirurg, polityk, poseł na Sejm RP (ur. 1931)
- 2022:
  - Jüri Arrak, estoński malarz (ur. 1936)
  - Lodewijk van den Berg, holenderski fizyk, astronauta (ur. 1932)
  - Józef Ćwiertnia, polski reżyser i scenarzysta filmów animowanych (ur. 1936)
  - Malcolm Galt, trynidadzko-tobagijski duchowny katolicki, biskup Bridgetown (ur. 1929)
  - Josef Somr, czeski aktor (ur. 1934)
- 2023:
  - Martti Ahtisaari, fiński polityk, dyplomata, prezydent Finlandii, laureat Pokojowej Nagrody Nobla (ur. 1937)
  - Giennadij Gładkow, rosyjski kompozytor muzyki filmowej (ur. 1935)
  - Dimitrios Salachas, grecki duchowny katolicki rytu bizantyjskiego, egzarcha apostolski Grecji (ur. 1939)
  - Andrzej Wyszyński, polski doktor habilitowany sztuk plastycznych (ur. 1952)
- 2024:
  - Liam Payne, brytyjski wokalista, autor tekstów, członek zespołu One Direction (ur. 1993)
  - Roald Poulsen, duński trener piłkarski (ur. 1950)
  - Jahja Sinwar, palestyński polityk, przywódca Hamasu (ur. 1962)